# Sąd Obywatelski w Londynie
Sąd Obywatelski w Londynie – sąd powstały na mocy dekretu Prezydenta Rzeczypospolitej na Uchodźstwie z 8 września 1950 roku o sądach obywatelskich na obczyźnie.  
Sąd ten obejmował swoją właściwością miejscową cały obszar Wielkiej Brytanii. Pierwotnie składał się z 24 sędziów jednakże w 1954 roku zmniejszono liczbę sędziów do 10. W 1957 roku dokonano kolejnej zmiany liczebności składu – liczbę sędziów zwiększono do 12. Pierwszym prezesem sądu został Stanisław Krause. Następnie funkcję tę sprawowali Wiktor Jernajczyk, W. Wanicki, Janusz Witołd-Alexandrowicz (do 10 października 1960). 
Sędziami SO byli powołani: od 8 września 1950 Aleksander Bednarowski, Antoni Bogusławski, Wiktor Jernajczyk, Ziemowit Karpiński, Tadeusz Kiersnowski, Tadeusz Klimowski, Stanisław Krause, Zbigniew Leliwa, Stefan Lubomirski, Bohdan Podoski, Edward Snop, Bohdan Wroński, Karol Ziemski, od 11 grudnia 1950 Jerzy Bacciarelli, dr Tadeusz Bugayski, Emilian Moszyński, dr Tadeusz Porębski, Henryk Rzewuski, Wacław Stankiewicz, od 10 maja 1951 Zygmunt Jundziłł, dr Kazimierz Jan Klemens Sarnicki, Stanisław Strawiński, Janusz Szczepański, Henryk Walter, od 4 marca 1955 do 15 października 1956 Edward Tadla.
Rzecznikami byli: od 11 grudnia 1950 Zygmunt Horodecki, od 16 grudnia 1954 na okres dwóch lat Jan Krupiński. 
Po 1954 roku Sąd Obywatelski w Londynie nie przejawiał większej aktywności, ostatecznie zakończył swoje działanie na początku lat 60. XX wieku. Sądu nie reaktywowano po scaleniu ośrodków emigracji politycznej w 1972 roku.
Strukturę organizacyjną sądu tworzyły dwa wydziały: ogólny i cywilny. Wydział ogólny był sądem honorowym, rozpoznawał sprawy emigrantów, które nie stanowiły przestępstwa w świetle prawa brytyjskiego jednakże były poważnym naruszeniem etyki z punktu widzenia emigracji niepodległościowej. Natomiast wydział cywilny był sądem polubownym działającym w oparciu o brytyjskie przepisy dotyczące sądownictwa arbitrażowego. Rozpoznawał sprawy cywilne wnoszone głównie przez przedstawicieli polskiej diaspory w Wielkiej Brytanii. W pierwszym okresie funkcjonowania Sąd Obywatelski w Londynie rozpoznał ogółem 35 spraw, z czego 26 należało do właściwości wydziału ogólnego, a 9 do właściwości rzeczowej wydziału cywilnego. 
Główną siedzibą sądu był budynek przy 74 Cornwall Garden w Londynie, mieścił się tam sekretariat sądu. Rozprawy odbywały się również w budynku Stowarzyszenia Lotników Polskich przy 14 Collingham Garden w Londynie, a także w siedzibie Prezydenta i Rady Ministrów przy 43 Eaton Place w Londynie.